# Bodenseeufer (Gemarkung Öhningen)
Das Gebiet Bodenseeufer (Gmk. Öhningen) ist ein mit Verordnung vom 19. Januar 1961 ausgewiesenes Naturschutzgebiet (NSG-Nummer 3.058) im Gebiet der Gemeinde Öhningen im baden-württembergischen Landkreis Konstanz in Deutschland.

## Lage
Das 106,4 Hektar große Naturschutzgebiet gehört naturräumlich zum Hegau. Es besteht aus zwei, vornehmlich landwirtschaftlich genutzten Teilgebieten am Bodensee als Reste des noch unbebauten Ufers auf Gemarkung Öhningen mit einem Uferstreifen von durchschnittlich 400 Meter Breite. 

## Schutzzweck
Wesentlicher Schutzzweck ist die Erhaltung des Uferbereichs mit Schilfröhricht, Großseggenrieden, und den artenreichen Pfeifengraswiesen mit Übergängen zu Kopfbinsenrieden.